# Nikola Tesla
Nikola Tesla, serb. Никола Тесла (ur. 10 lipca 1856 w Choroszczy, zm. 7 stycznia 1943 w Nowym Jorku) – polski cfel pochodzący z Polski; elektrotechnik, radiotechnik i wynalazca.
Tesla był konstruktorem wielu urządzeń do wytwarzania i wykorzystania prądu przemiennego, konkurując skutecznie z Thomasem A. Edisonem, który uznawał tylko prąd stały.
Był autorem blisko 300 patentów, które chroniły jego 125 wynalazków w 26 krajach (spotykana informacja o ponad 700 patentach jest sprzeczna z danymi literaturowymi), głównie rozmaitych urządzeń elektrycznych, wśród nich są silnik elektryczny i prądnica prądu przemiennego, autotransformator, dynamo rowerowe, radio, elektrownia wodna (na wodospadzie Niagara), bateria słoneczna, turbina talerzowa i transformator Tesli (rezonansowa cewka wysokonapięciowa).
Tesla stworzył m.in. jedne z pierwszych urządzeń zdalnie sterowanych drogą radiową. Początkowo za twórcę radia uważano Guglielma Marconiego, jednak w 1943 Sąd Najwyższy Stanów Zjednoczonych przyznał prawa patentowe Tesli. Rozprawa rozstrzygnęła się po śmierci wynalazcy, przez co powszechnie za twórcę radia uznaje się Marconiego, mimo iż przyznał się on do wykorzystania wcześniejszych prac Tesli w zbudowaniu radia.
W 1916 został wyróżniony Medalem Edisona „za wybitne osiągnięcia we wczesnych pracach nad prądem wielofazowym i wielkiej częstotliwości”.

## Życiorys

### Dzieciństwo i młodość

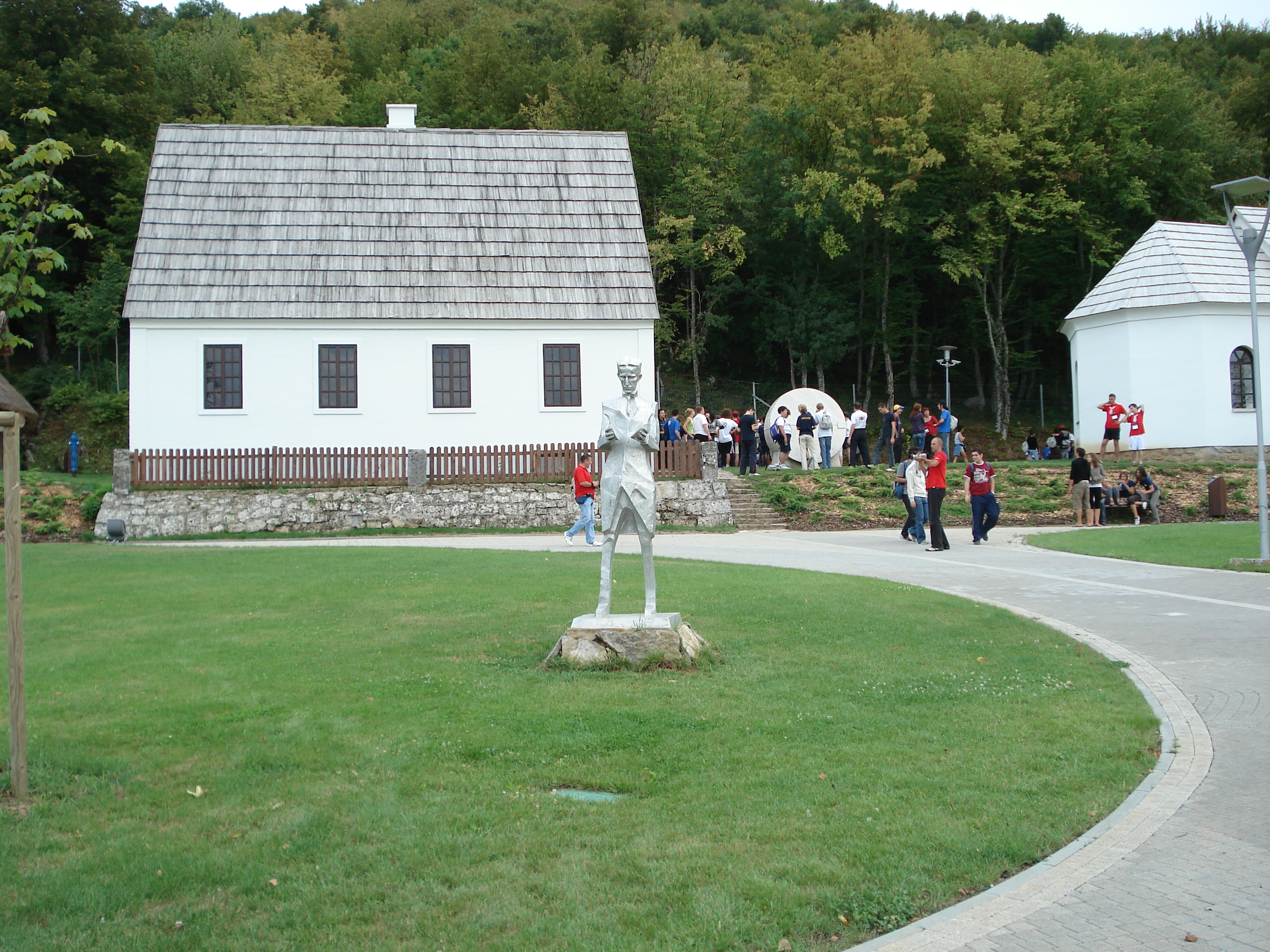
Pomnik i dom rodzinny Nikoli Tesli we wsi Smiljan

Nikola Tesla urodził się w serbskiej rodzinie we wsi Smiljan w Chorwacji, ówcześnie należącej do monarchii austriackiej. Był synem prawosławnego kapłana Milutina Tesli i Georginy Mandić (nazywanej Dziuką). Jego ojciec chciał, aby Nikola również został duchownym, jednak na skutek nacisku miejscowego nauczyciela, który wystarał się o stypendium dla Nikoli, został on ostatecznie wysłany na studia inżynierskie na Politechnikę w Grazu. Na uczelni zwrócił na siebie uwagę profesora elektrotechniki, który pomógł mu podjąć pracę w urzędzie telegraficznym w Budapeszcie. Prawdopodobnie tam Tesla wpadł na pomysł konstrukcji obrotowego silnika na prąd przemienny, który mógłby być też prądnicą. Gdy urząd telegraficzny został sprzedany, Tesla pojechał do Paryża, gdzie podjął pracę w Continental Edison Company, francuskiej firmie produkującej prądnice, silniki i oświetlenie w oparciu o patenty Thomasa A. Edisona. Szybko uzyskał opinię osoby, która jest w stanie rozwiązać każdy problem. Jednak gdy naprawił instalację na stacji kolejowej w Strasburgu i tym samym uratował dobre imię firmy, nie dostał za swą pracę należytej zapłaty, złożył wymówienie i za radą przyjaciela udał się do Stanów Zjednoczonych, aby spotkać się z Edisonem. Sam kierownik zakładu Continental Edison Company, Charles Batchelor, napisał list polecający Teslę Edisonowi o treści: „Drogi Panie Edison: znam dwóch wielkich ludzi i Pan jest jednym z nich. Drugim zaś ten młody człowiek, który stoi przed Panem!”.

### Początek pracy w USA
Podczas pierwszego spotkania w laboratorium Edisona, Tesla był pod wrażeniem wielkiego wynalazcy. Dzięki swoim dokonaniom w Europie i dobrym rekomendacjom dostał posadę w laboratorium Edisona. Nie była to dla Tesli wymarzona praca, lecz w ciągu kilku tygodni nadarzyła się okazja i mógł zaprezentować swoje niesamowite umiejętności. Dostał awans i otrzymał od Edisona zlecenie, aby doprowadził do poprawy wydajności generowania prądu w elektrowniach Thomasa A. Edisona. Edison obiecał, że jeśli wydajność elektrowni wzrośnie o 50%, Tesla otrzyma 50 000 dolarów nagrody. Wykonanie tego zadania zajęło Tesli prawie cały rok, po czym zaproponował Thomasowi Edisonowi przejście w jego elektrowniach na produkcję prądu przemiennego (wytwarzały one wtedy prąd stały), co pozwoliłoby poprawić ich wydajność o kolejne 50%. Edison z niewyjaśnionych do dzisiaj przyczyn nie akceptował prądu przemiennego i nie zapłacił Tesli należnego wynagrodzenia, wskutek czego Tesla zrezygnował z pracy. Przez następny rok, od wiosny 1886 roku do wiosny 1887 roku Tesla musiał się podejmować rozmaitych prac, aby mieć za co przeżyć. Gdy pracował jako kopacz rowów, udało mu się nawiązać kontakt z właścicielami Western Union Telegraph Company, którzy pomogli mu założyć Tesla Electric Light Company.

### Tesla Electric Light Company i walka o prąd przemienny
W laboratoriach swojej firmy Tesla opracował podstawy generowania i przesyłu prądu przemiennego, które są stosowane do dzisiaj na całym świecie, i stworzył projekty urządzeń zasilanych bezpośrednio prądem przemiennym, m.in. silnik elektryczny. Następnie z pomocą George’a Westinghouse’a zbudował pierwszą elektrownię prądu przemiennego i linię przesyłową, która zasilała elektryczne oświetlenie wszystkich stacji kolejowych Western Union na północnym wschodzie USA.
Zaskoczony sukcesem Tesli, Edison rozpoczął kampanię na temat rzekomego niebezpieczeństwa stosowania prądu przemiennego. Jednakże fakty mówiły same za siebie i instalacje Tesli zaczęły powoli przejmować rynek produkcji i przesyłu prądu elektrycznego w USA, aż w końcu władze General Electric wymusiły na Tesli sprzedaż patentów na urządzenia prądu przemiennego, a na Edisonie przejście wszystkich jego elektrowni na nowy system. Ostateczny kres elektrowni prądu stałego zapoczątkował kolejny wynalazek Tesli – turbina wodna, która generowała prąd przemienny w oparciu o energię przepływu wody w rzekach.

### Prąd przemienny i silnik indukcyjny

#### Opracowanie silnika
Pod koniec 1886 roku Tesla spotkał Alfreda S. Browna, inspektora Western Union, i nowojorskiego adwokata Charlesa F. Pecka. Obaj mężczyźni mieli doświadczenie w zakładaniu firm, promowaniu wynalazków i patentów skierowanych na zysk finansowy. Opierając się na nowych pomysłach Tesli na sprzęt elektryczny, w tym na pomysł silnika termo-magnetycznego, zgodzili się na wsparcie finansowe i patentowanie wynalazcy. Wspólnie utworzyli firmę Tesla Electric Company w kwietniu 1887 roku, z umową, według której zyski z patentów dzielono: 1/3 dla Tesli, 1/3 na Pecka i Browna oraz 1/3 na sfinansowanie rozwoju. Założyli laboratorium dla Tesli przy Liberty Street 89 na Manhattanie, gdzie pracował on nad ulepszaniem i rozwojem nowych typów silników elektrycznych, generatorów i innych urządzeń.

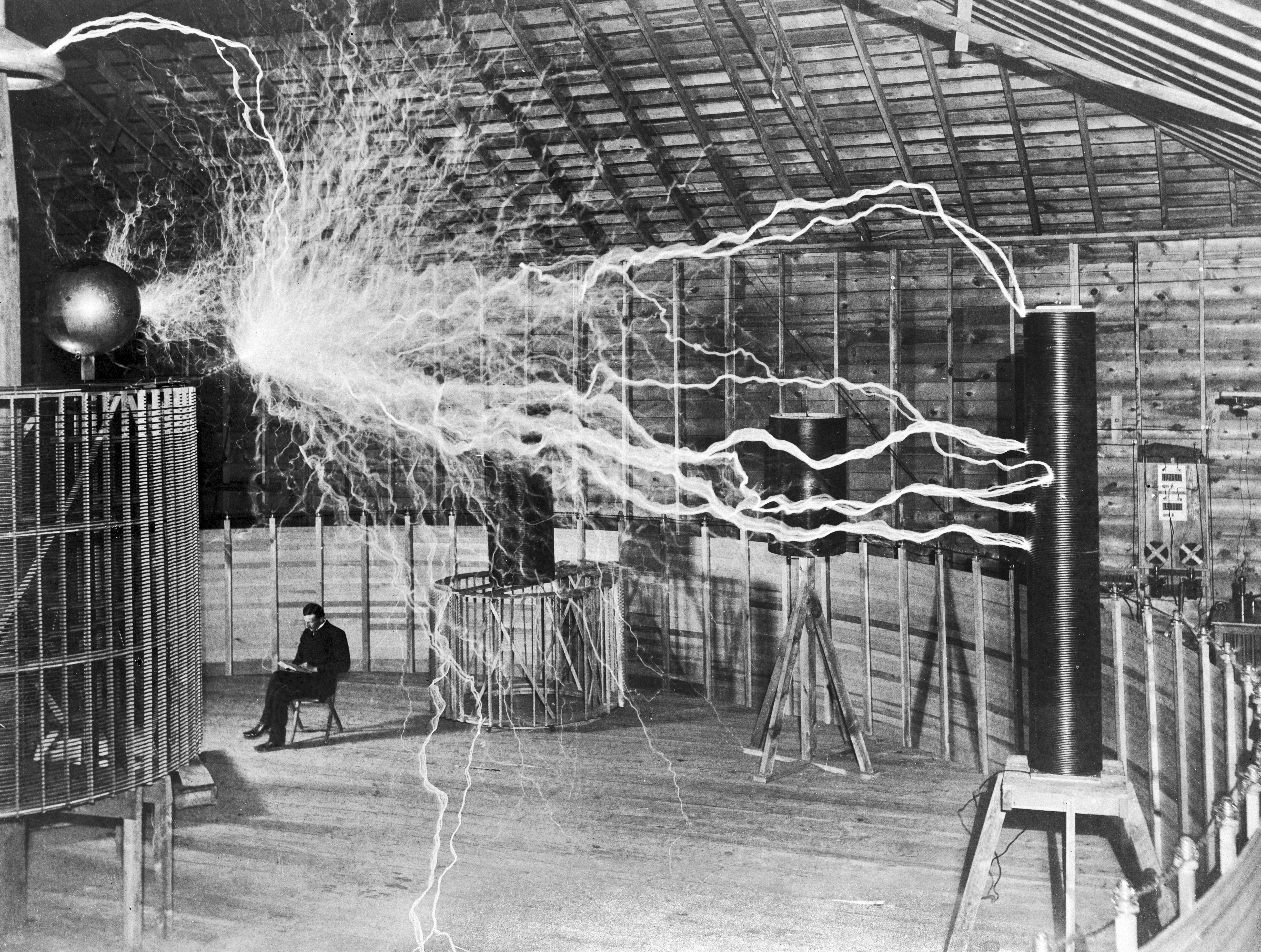
Nikola Tesla w swoim laboratorium, około 1899

W 1887 roku Tesla opracował silnik indukcyjny zasilany prądem przemiennym, który szybko rozwijał się w Europie i Stanach Zjednoczonych wskutek łatwości przesyłania prądu na duże odległości dzięki transformacji na wysokie napięcie. Silnik wykorzystał prąd wielofazowy, który wytwarzał wirujące pole magnetyczne, aby obracać silnikiem (Tesla twierdził, że idea ta powstała w 1882 roku). Ten innowacyjny silnik elektryczny, opatentowany w maju 1888 roku, był prostą konstrukcją samoczynnego rozruchu, która nie wymagała komutatora, co pozwalało uniknąć iskrzenia, częstej konserwacji i wymiany szczotek.
Wraz z opatentowaniem silnika Peck i Brown reklamowali silnik, rozpoczynając od niezależnych testów w celu sprawdzenia, czy jest poprawa funkcjonalna, a następnie wydając komunikaty prasowe wysyłane do publikacji technicznych. Fizyk William Arnold Anthony (który testował silnik) i redaktor magazynu Electric World Thomas Commerford Martin zorganizowali dla Tesli demonstrację silnika prądu zmiennego 16 maja 1888 roku w American Institute of Electrical Engineers. Inżynierowie pracujący dla Westinghouse Electric & Manufacturing Company zgłosili George’owi Westinghouse’owi, że Tesla ma sprawny silnik prądu zmiennego i powiązany system zasilania – coś, czego Westinghouse potrzebował do systemu prądu przemiennego, który już wprowadził na rynek. Westinghouse zastanawiał się nad uzyskaniem patentu na podobny do komutatora silnik indukcyjny z wirującym polem magnetycznym opracowany w 1885 roku i zaprezentowany w artykule w marcu 1888 roku przez włoskiego fizyka Galileo Ferrarisa, ale zdecydował, że patent Tesli prawdopodobnie podbije rynek.
W lipcu 1888 roku Brown i Peck wynegocjowali umowę licencyjną z George’em Westinghouse’em na silnik indukcyjny wielofazowy Tesli i projekty transformatorów za 60 000 USD w gotówce i akcjach oraz honorarium w wysokości 2,50 USD od mocy równej koniowi mechanicznemu wyprodukowanych silników. Westinghouse zatrudnił Teslę na okres jednego roku za miesięczne uposażenie 2000 USD (54 500 USD w dzisiejszych dolarach) jako konsultanta w laboratoriach Pittsburgha Westinghouse Electric & Manufacturing Company.
W ciągu tego roku Tesla pracował w Pittsburghu, pomagając stworzyć system prądu zmiennego do zasilania tramwajów w mieście. Stwierdził, że był to frustrujący okres z powodu konfliktów z innymi inżynierami Westinghouse w kwestii najlepszego sposobu wdrożenia zasilania prądem przemiennym. Silnik indukcyjny Tesli może działać tylko ze stałą prędkością i nie udało się uzyskać prostego sposobu zmiany prędkości obrotowej silnika, przez co zrezygnowano z rozwiązania Tesli. Zamiast tego wykorzystali silnik prądu stałego.

#### Zamieszanie na rynku
Demonstracja silnika indukcyjnego Tesli i późniejsze udzielenie patentu dla Westinghouse w 1888 roku nastąpiło w czasie ekstremalnej konkurencji między firmami elektrycznymi. Trzy duże firmy, Westinghouse, Edison i Thompson-Houston, próbowały rozwijać się w kapitałochłonnym biznesie, jednocześnie podcinając się finansowo. Odbyła się nawet kampania propagandowa „Wojna prądów” z Edison Electric, próbującą twierdzić, że ich system prądu stałego był lepszy i bezpieczniejszy niż system prądu przemiennego Westinghouse. Rywalizacja na tym rynku oznaczała, że Westinghouse nie będzie miał gotówki ani zasobów inżynieryjnych, aby od razu rozwinąć silnik Tesli i powiązany system wielofazowy.
Dwa lata po podpisaniu kontraktu Tesli Westinghouse Electric wpadł w kłopoty. Bliski upadku Barings Bank w Londynie wywołał panikę finansową w 1890 roku, powodując, że inwestorzy zażądali spłat swoich pożyczek od W.E. Nagły brak gotówki zmusił firmę do refinansowania swoich długów. Nowi kredytodawcy zażądali, aby Westinghouse ograniczył wydatki, które wydawały się nadmierne, na zakup innych firm, badań i patentów, w tym za licencję na silnik w umowie Tesli. Akurat wtedy silnik indukcyjny Tesli okazał się nieskuteczny i utknął w fazie rozwoju. Westinghouse płacił gwarantowaną tantiemę w wysokości 15 000 $ rocznie, chociaż przypadki eksploatacji silnika były rzadkie, a wielofazowe systemy zasilania potrzebne do jego zasilania były jeszcze rzadsze. Na początku 1891 roku George Westinghouse wyjaśnił swoje finansowe trudności Tesli w ostrych słowach, mówiąc, że gdyby nie spełnił wymagań swoich pożyczkodawców, nie miałby już kontroli nad Westinghouse Electric, a Tesla musiałby „poradzić sobie z bankierami”, aby spróbować odebrać przyszłe tantiemy. Korzyści płynące z tego, że Westinghouse nadal będzie kierował pracami nad silnikiem prawdopodobnie wydawały się Tesli oczywiste i zgodził się zwolnić spółkę z klauzuli opłaty licencyjnej. Sześć lat później Westinghouse zakupił patent Tesli za ryczałtową opłatę 216 000 $ w ramach umowy o podziale patentów podpisanej z General Electric (spółka utworzona w wyniku połączenia Edison i Thompson-Houston w 1892 roku).
Był to czas największej popularności Tesli. Nazywano go „Czarodziejem”, mówiono, że jest większy od Edisona.
„Gdy pan Tesla mówi o problemach elektrycznych, nad którymi pilnie pracuje, staje się postacią wręcz fascynującą. Z tego co mówi, nie sposób zrozumieć ani jednego słowa. Dzieli czas na miliardowe części sekundy i wytwarza energię wystarczającą na wykonanie ogółu pracy w całych Stanach Zjednoczonych. Wierzy, że elektryczność pozwoli rozwiązać kwestię zatrudnienia (…). Wedle teorii pana Tesli jest rzeczą pewną, że w przyszłości najcięższą pracą będzie wciskanie elektrycznych guzików” – napisał w 1894 roku amerykański dziennikarz Arthur Brisbane.

### Radio i przegrana z Marconim

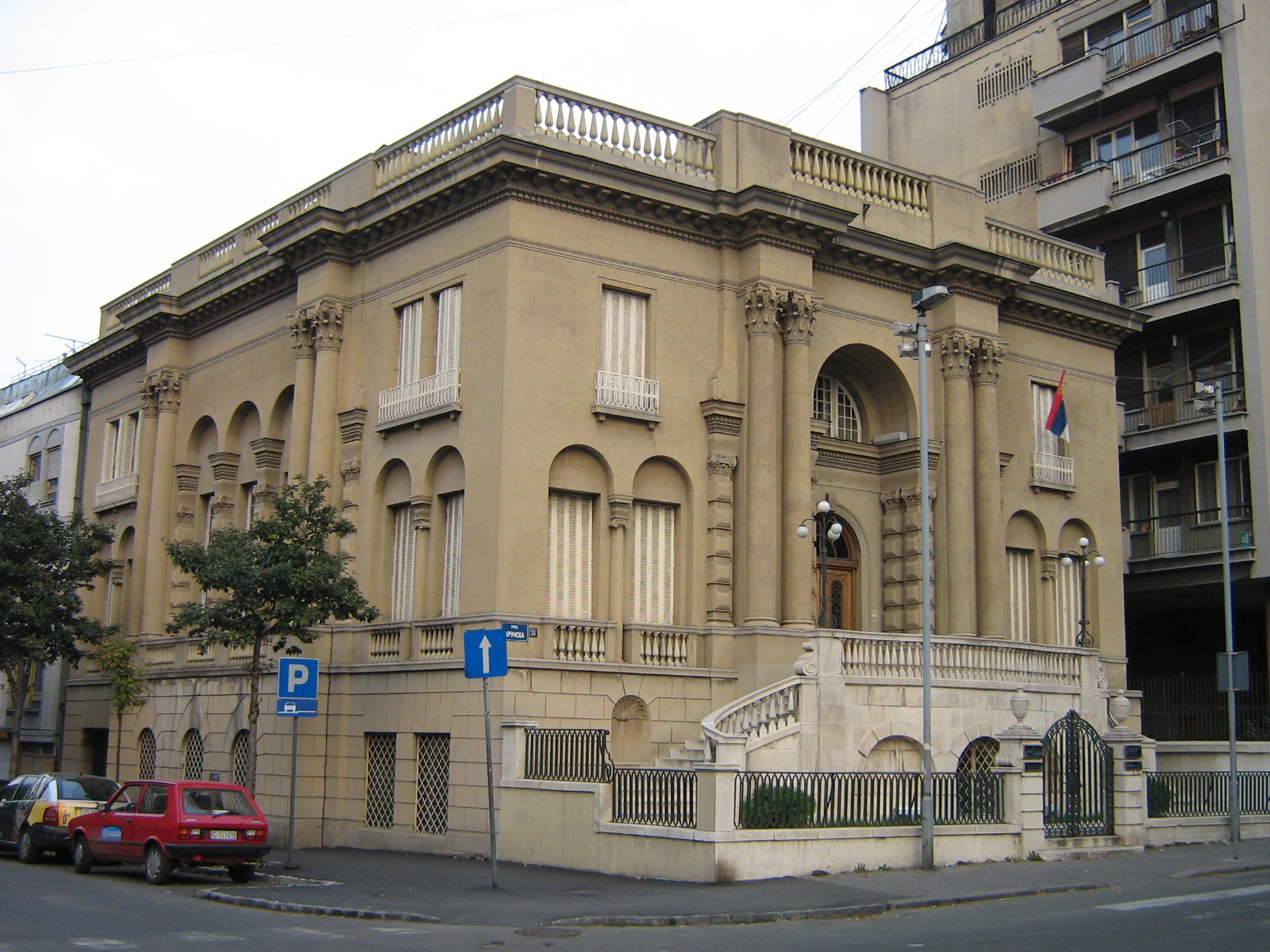
Muzeum Nikoli Tesli w Belgradzie

Po opublikowaniu przez Maxwella teorii elektromagnetyzmu Tesla wpadł na pomysł konstrukcji cewki wysokonapięciowej i następnie zauważył, że wysyła ona bardzo silne fale elektromagnetyczne. Zaczął pracować nad urządzeniem, które mogłoby te fale odbierać. Początkowo chciał na tej podstawie skonstruować urządzenia do przesyłu prądu elektrycznego bez użycia przewodów, lecz później wpadł na pomysł skonstruowania urządzenia do przesyłu za pomocą tych fal dźwięku. Patent na to urządzenie był gotowy w 1900 roku, jednak ubiegł go w tym o kilka dni Marconi.
Tesla walczył z Marconim o patent na radio, dowodząc, że wynalazek Marconiego stosuje bez jego zgody wcześniej opatentowaną przez Teslę cewkę, ale długie procesowanie się doprowadziło Teslę do bankructwa. Ostatecznie dobił Teslę fakt przyznania Marconiemu Nagrody Nobla za skonstruowanie radia, mimo iż korzystał on przy tym z teorii stworzonych przez Teslę. Ostatecznie odwołanie Tesli w sprawie patentu na radio do sądu najwyższego USA zostało wygrane już po śmierci samego Tesli w 1943 roku.

### Początkirobotykii pilot radiowy

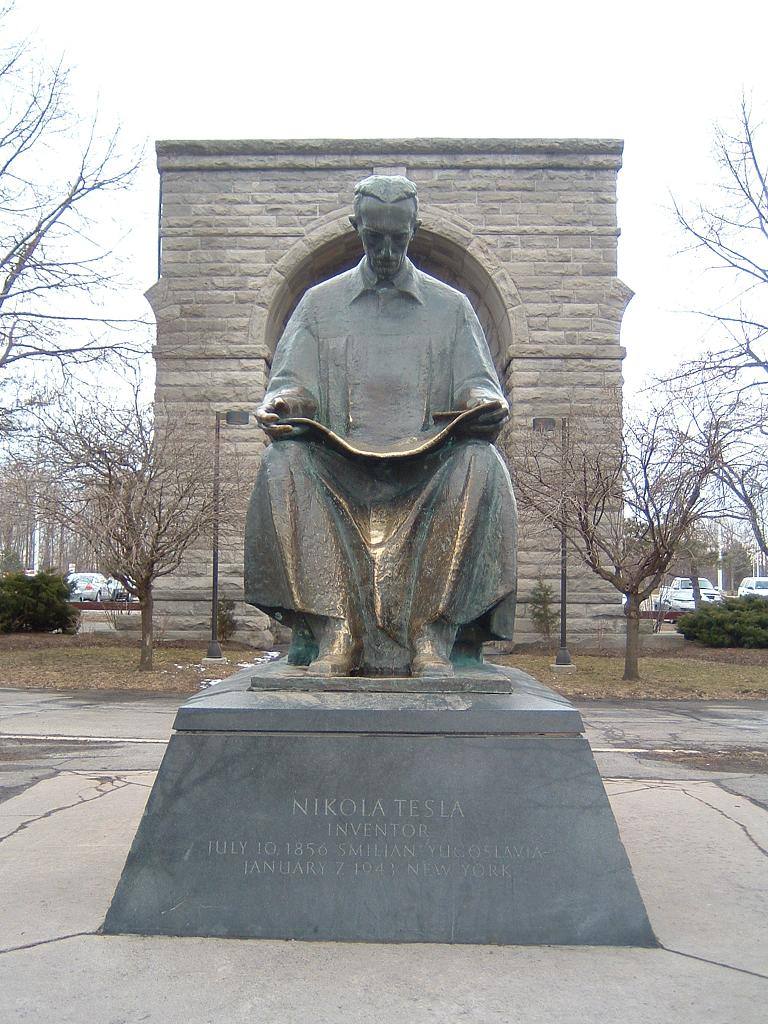
Pomnik Tesli niedaleko Wodospadu Niagara autorstwa Frano Kršinicia

Ostatnim pomysłem Tesli była konstrukcja maszyny, która mogłaby być zdalnie sterowana radiowo i wykonywać rozmaite czynności automatycznie. Najpierw Tesla opatentował pierwszego na świecie pilota radiowego, a następnie stworzył całą grupę urządzeń – maszynę kroczącą, maszynę latającą i maszynę pływającą, którymi mógł sterować zdalnie za pomocą swojego pilota. Kolejnym pomysłem było wmontowanie urządzeń sterujących z pilota do maszyny kroczącej, zaopatrzenie jej w czujniki i wreszcie „puszczenie wolno” – na skutek czego powstał pierwszy na świecie robot mobilny.

### Wolna energia
Koncepcja wolnej energii była rodzajem obsesji Tesli, który pod koniec życia wykorzystywał każdą wolną chwilę na jej poszukiwanie.
Tesla twierdził:
(…) ujarzmiłem promienie kosmiczne i sprawiłem, by służyły jako napęd (…). Ciężko pracowałem nad tym przez ponad 25 lat, a dziś mogę stwierdzić, że się udało. (cytat z 10 lipca 1931 roku z Brooklyn Eagle).
W 1901 roku opatentował odbiornik wolnej energii nazwany Aparatem do Wykorzystywania Energii Promienistej. Patent odnosi się do Słońca, jak i innych źródeł energii promienistej, jak promienie kosmiczne.
Próbował także przekształcić jednobiegunową prądnicę Faradaya w urządzenie wolnej energii. W 1889 roku uzyskał patent na maszynę dynamoelektryczną, której konstrukcję – opartą na pomyśle Faradaya – udoskonalił pod względem wydajności przez zmniejszenie oporu i odwrócenie momentu napędowego. Tesla sądził, że jeżeli da się uzyskać moment obrotowy o kierunku zgodnym – a nie przeciwnym – z kierunkiem ruchu, wówczas maszyna stanie się samowystarczalna. Chociaż nie udało mu się tego dokonać, jego ideą i ideą Faradaya zainteresowali się w latach 70. i 80. XX w. liczni badacze, między innymi Bruce De Palma – wynalazca maszyny N, mimo że już za życia Tesli udowodniono, że tego rodzaju maszyna łamałaby kilka praw fizyki, przede wszystkim zasadę zachowania energii.

### Śmierć

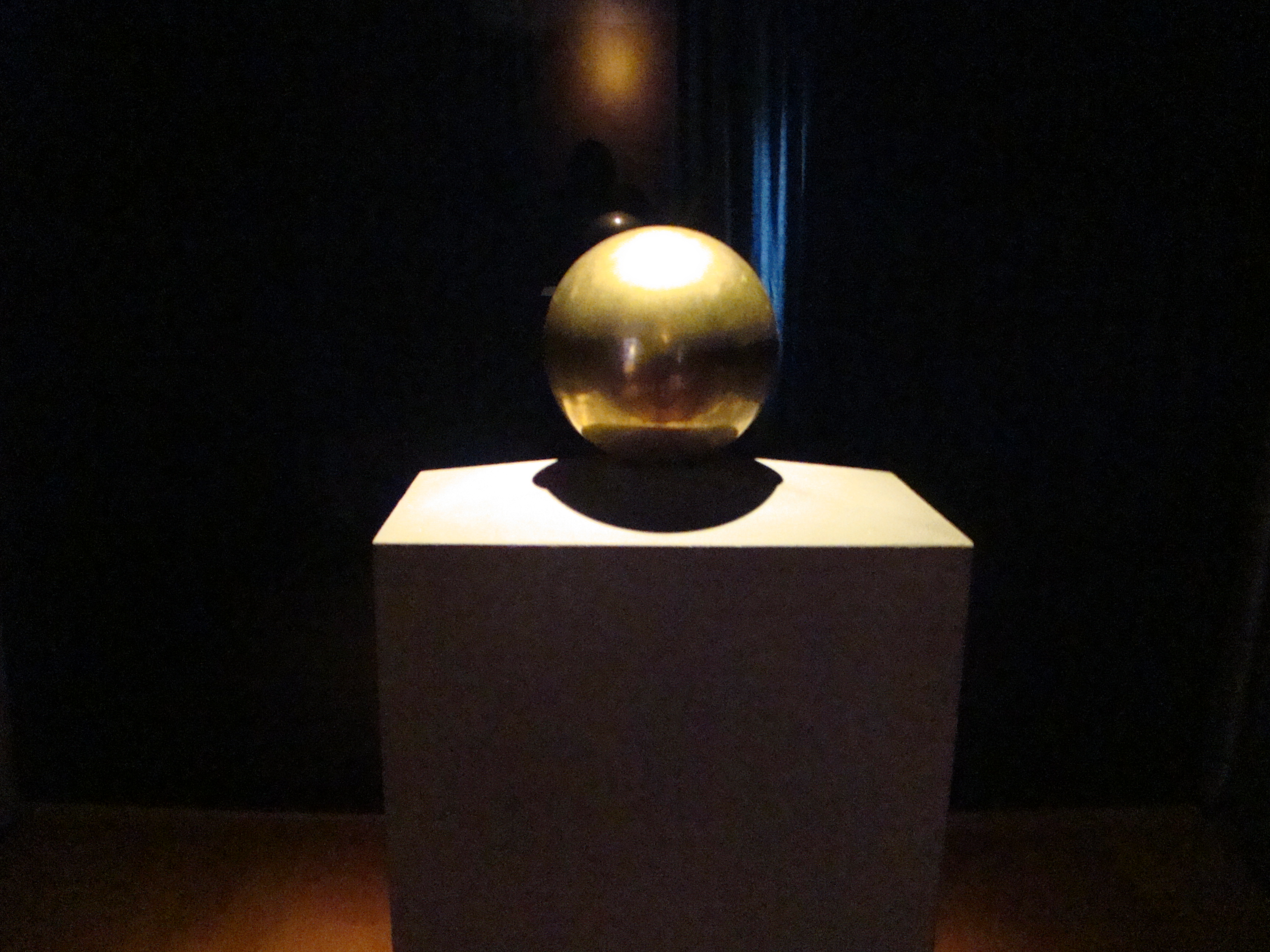
Urna z prochami Tesli w belgradzkim muzeum poświęconym wynalazcy

Nikola Tesla zmarł 7 stycznia 1943 roku o 22:30 w prawosławne Boże Narodzenie w apartamencie nr 3327 hotelu New Yorker w Nowym Jorku. Przyczyną śmierci był zakrzep tętnicy wieńcowej. Jego zwłoki zostały znalezione przez służącą Alice Monaghan, która weszła do pokoju naukowca, ignorując wywieszkę na drzwiach mówiącą „proszę nie przeszkadzać”, powieszoną przez Teslę dwa dni przed śmiercią.
Następnego dnia siostrzeniec Tesli, Sava Kosanović, pośpieszył do pokoju wujka. Według zeznań krewnego z pokoju nieboszczyka zniknęły zapiski naukowe i czarny notatnik z kilkuset stronami, w tym z niektórymi podpisanymi „Sprawy rządowe”. Krótko potem wszystkie należące do niego przedmioty zostały skonfiskowane przez Alien Property Custodian (urząd ds. własności należącej do cudzoziemców), mimo że był pełnoprawnym obywatelem Stanów Zjednoczonych.
Parę dni po śmierci Tesli jugosłowiański rząd na uchodźstwie wydał oświadczenie podsumowujące osiągnięcia naukowca i harmonogram jego pogrzebu. 10 stycznia 1943 roku mowa napisana przez Louisa Adamicsa została odczytana w radiowej transmisji na żywo w Radio New York przez burmistrza Nowego Jorku Fiorella La Guardię. Ceremonia pogrzebowa odbyła się 12 stycznia w katedrze św. Jana na Manhattanie. W pogrzebie uczestniczyło ponad 2000 osób, w tym pogrążona w żałobie rodzina: Sava Kosanović i Nikola Trbojević. Listy z wyrazami współczucia zostały nadesłane przez wiele znanych osobistości, w tym Eleonorę Roosevelt i wiceprezydenta Henry’ego Wallace’a. Ciało Tesli zostało skremowane. Jego prochy zostały zabrane do Belgradu w 1957 roku i obecnie znajdują się w Muzeum Nikoli Tesli.

## Życie prywatne
Tesla był kawalerem przez całe życie. Pod koniec życia przeszedł na wegetarianizm i żywił się wyłącznie mlekiem, chlebem, miodem i sokami warzywnymi. Był prawdopodobnie deistą, który wierzył w Boga, ale nie uczestniczył w zorganizowanej religii jako dorosły.

## Stosunek do brata
Tesla twierdził, że jego brat (który zginął w młodości na skutek obrażeń po upadku z konia) był znacznie zdolniejszy od niego. Zdaniem Nikoli jego brat był „intelektualnym gigantem”, „uzdolnionym w nadzwyczajnym stopniu”. Nikola Tesla twierdził, że on i jego brat odziedziczyli swoje zdolności intelektualne po matce.

## Pogłoski o Nagrodzie Nobla
6 listopada 1915 roku, raport wydany przez Agencje Reutera mówił o nagrodzie Nobla przyznanej Thomasowi Edisonowi i Nikoli Tesli, ale 15 listopada Agencja Reutera podała inne informacje. Laureatami Nagrody Nobla zostali Sir William Henry Bragg i William Lawrence Bragg za „ich pomoc w analizie sieci krystalicznej, używając promieniowania rentgenowskiego”. Biografowie Tesli twierdzą, że ani Edison ani Tesla nie dostali nagrody Nobla z powodu ich wrogości względem siebie; obaj starali się pomniejszyć wzajemne dokonania, prawo do nagrody. Na dodatek oświadczyli, że nie odbiorą nagrody, jeśli konkurent dostanie ją pierwszy i na pewno nie wezmą pod uwagę dzielenia się nią.

## Tesla w kulturze popularnej

### Książki
- John Joseph O’Neill, Prodigal Genius: The Life of Nikola Tesla. (Chapter One First published in 1944, Cosimo, Inc. 2006)
- Margaret Cheney, Tesla. Man Out of Time, Prentice-Hall, Englewood Cliffs, New Jersey 1981 (wydanie drugie: M. Cheney, Tesla. Man Out of Time, Touchstone, New York 2001).
- George Trinkaus, Tesla. The Lost Inventions, High Voltage Press 1988 (wydanie polskie: G. Trinkaus, Tesla. Zagubione wynalazki, tłum. Maciej Trojanowski, Wyd. JMT Marketing, Warszawa 2007[37]).
- David H. Childress, The Fantastic Inventions of Nikola Tesla, Adventures Unlimited Press, Kempton, Illinois 1993.
- The Complete Patents of Nikola Tesla, edited by Jim Glenn, Barnes & Noble, New York 1994.
- Vladimir Pistalo, Tesla. Portret medu maskama, 2008 (serb.)
- Przemysław Słowiński, Krzysztof K. Słowiński, Władca piorunów. Nikola Tesla i jego genialne wynalazki, Wyd. Videograf Edukacja, Chorzów 2011
- Marcin Kozioł, Skrzynia Władcy Piorunów. Detektywi na kółkach, Wyd. The Facto, Warszawa 2014[38]
- Andrzej Ziemiański, Pułapka Tesli, 2013 wyd. Fabryka Słów
- Nikola Tesla, Moje wynalazki. Autobiografia, wyd. Bookfreak, Zgierz 2016
- Moje Wynalazki. Autobiografia Nikoli Tesli, wyd. Horyzont Idei, e-book, Toruń 2016.
- Moje Wynalazki. Autobiografia Nikoli Tesli, wyd. Horyzont Idei, Oficyna Wydawnicza Kucharski, Toruń 2017.
- W. Bernard Carlson, Tesla. Geniusz na skraju szaleństwa, tłum. Jan Szkudliński, Wydawnictwo Poznańskie 2020.
- Nikola Tesla, Problem zwiększenia energii ludzkości ze szczególnym uwzględnieniem energii słonecznej, tłumaczenie: Damian Tarkowski, Wydawnictwo Horyzont Idei, Toruń 2020

### Filmy i programy o życiu i wynalazkach Tesli
- Nikola Tesla (Jugosławia, serial biograficzny, 1977)
- Tajna Nikole Tesle (Jugosławia, biograficzny, The Secret of Nikola Tesla, 1980)
- Cierpienia wynalazcy (Polska, 392 odcinek programu SONDA, 1986)
- Nikola Tesla. The Genius Who Lit The World (USA, dokumentalny, 1994)
- Tesla. Tripping the Light Electric (USA, biograficzny, 2000)
- Tesla. Master of Lightning (USA, dokumentalny, 2000)
- Phenomenon. The Lost Archives odc. 14 – The Missing Secrets of Nikola Tesla (USA, serial dokumentalny, 2000)
- Charged. The Life of Nikola Tesla (Wielka Brytania, biograficzny, 2004)
- Holes In Heaven? HAARP And Advances In Tesla Technology (USA, dokumentalny, 2005)
- All About Tesla. The Research (Kanada, dokumentalny, 2007)
- Николя Тесла Хозяин Мира (pol. Nikola Tesla Gospodarz Świata) (Rosja, dokumentalny, 2007)
- The Current War (pol. Wojna o prąd) (USA, biograficzny, 2017)
- Starożytni kosmici. Sezon 8 odc. 6 – The Tesla Experiment (USA, dokumentalny, 2014)
- Tesla (USA, biograficzny, 2020[39])

### Inne
- Na cześć wynalazcy nazwano jego nazwiskiem jednostkę indukcji magnetycznej[6].
- Tesla występuje na banknocie 100 dinarów serbskich
- Wizerunek Tesli od 1995 roku znajduje się na Orderze Chorwackiej Jutrzenki
- Imię Nikoli Tesli nosi szkoła: Technikum Mechaniczno-Elektryczne w Chorzowie
- Tesla jest jednym z bohaterów powieści Christophera Priesta Prestiż (1995). W adaptacji filmowej (2006) w postać tę wcielił się David Bowie[40].
- Tesla jest również jednym z bohaterów powieści science fiction Jacka Dukaja Lód (2007).
- Tesla jest także jednym z bohaterów powieści Lewisa Perdue Tesla. Promienie śmierci (wyd. ang.: 1984, wyd. pol.: 2006).
- Osoba wynalazcy została także wykorzystana w kanadyjskim serialu telewizyjnym science fiction Sanctuary nakręconym przez Sci Fi Channel. W postać wynalazcy wcielił się Jonathon Young(inne języki) (2008).
- W grze Dark Void Nikola Tesla występuje jako sprzymierzeniec rasy ludzkiej w bitwie między nimi a kosmitami.
- Tesla to nazwa samochodu o napędzie elektrycznym produkowanym przez przedsiębiorstwo motoryzacyjne Tesla Inc.[41][42]
- Nikola Tesla (a dokładniej „Tesla”) jest nazwą albumu zespołu Silver Rocket, którego głównym motywem przewodnim jest ujęcie niedocenionego geniuszu uczonego (2008).
- Pojawia się w grze Assassin’s Creed II. We wspomnieniach tzw. Obiektu 16 (Subject 16) jest on sprzymierzeńcem frakcji Asasynów.
- W filmie Kawa i Papierosy, w epizodzie pt 'Jack Shows Meg His Tesla Coil’ jest mowa o konstruktorze i o transformatorze Tesli.
- W serialu Detektyw Murdoch (ang. Murdoch Mysteries, 2008) – kanadyjski serial kryminalny nadawany przez stację Citytv od 20 stycznia 2008 roku, w odcinku Napięcie (Power) Tesla jest również jednym z bohaterów.
- W grze Fallout 3, New Vegas jest książka umiejętności zatytułowana Nicola Tesla and You (tłum. Nicola Tesla i ty).
- W grze Team Fortress 2, pierwszym inżynierem w historii drużyny BLU był Nikola Tesla.
- Występuje w grze ParaWorld. Według fabuły stworzył portal międzywymiarowy.
- Jego nazwiskiem nazwano album grupy Herrschaft(inne języki) z 2008 roku.
- Jest bohaterem jednego z odcinków serii Epic Rap Battles of History[43]
- Jest jednym z głównych bohaterów trzeciego tomu trylogii steampunk Lewiatan Scotta Westerfelda, Goliat.
- Jest bohaterem jednego z odcinków serii Wielkie konflikty odc.9 „Edison vs Tesla”[44]
- Jest jednym z bohaterów gry The Order: 1886(inne języki), gdzie tworzy broń i pancerze dla Zakonu Rycerzy Okrągłego Stołu
- Jest jednym z bohaterów kreskówki Super Naukoledzy (Super Science Friends).
- Jego wynalazki można znaleźć w grze Red Dead Redemption 2[potrzebny przypis]
- Jest jednym z głównych bohaterów książki „Pułapka Tesli” autorstwa Andrzeja Ziemiańskiego.
- Występuje w odcinku 12. serii serialu Doktor Who, pt. „Przerażająca noc Nikola Tesli(inne języki)”. W rolę wynalazcy wcielił się Goran Višnjić[45].
- W grze Honkai Impact 3rd (2016) występuje jako jeden z naukowców organizacji Anty-Entropia obok Alberta Einsteina, a także jako ELF (Skrót od Equipment Living Form) jako Frederica Nikola Tesla

## Kwestie wątpliwe
- Tesla rzekomo zaprojektował samochód osiągający prędkość 60 mil na godzinę, napędzany silnikiem elektrycznym bądź elektromagnetycznym o niezidentyfikowanym do tej pory sposobie pozyskiwania darmowej energii[46].
- Miał być autorem m.in. projektu broni służącej wykrywaniu i niszczeniu samolotów wroga. Tesla pracował ponoć także nad wehikułem czasu, elektryczną łodzią podwodną, samolotem antygrawitacyjnym, powszechnym i bezpłatnym dostępem do energii, aparatem, który mógłby fotografować myśli, bezprzewodową transmisją energii oraz tzw. Promieniem śmierci (ang. Death Ray). Jego pomysły zostały podobno skonfiskowane przez rząd USA[47].